# 강원특별자치도의 박물관 목록
이 문서는 강원특별자치도에 위치한 박물관과 미술관의 목록이다.

## 국립박물관
| 박물관         | 주소                            | 웹사이트 |
| -------------- | ------------------------------- | -------- |
| 국립춘천박물관 | 강원특별자치도 춘천시 우석로 70 |          |

## 공립박물관
| 박물관                 | 주소                                          | 웹사이트                         |
| ---------------------- | --------------------------------------------- | -------------------------------- |
| DMZ박물관              | 강원특별자치도 고성군 현내면 통일전망대로 369 | 보관됨 2014-03-24 - 웨이백 머신  |
| 강원경찰박물관         | 강원특별자치도 춘천시 신북읍 신샘밭로 361     |                                  |
| 강원도산림박물관       | 강원특별자치도 춘천시 화목원길 24             |                                  |
| 강릉시립미술관         | 강원특별자치도 강릉시 임영로 219-7            | 보관됨 2019-01-03 - 웨이백 머신  |
| 대관령박물관           | 강원특별자치도 강릉시 성산면 대관령옛길 1     |                                  |
| 동강사진박물관         | 강원특별자치도 영월군 영월읍 영월로 1909-10   |                                  |
| 별천지박물관           | 강원특별자치도 정선군 북평면 중봉길 6         |                                  |
| 삼척시립박물관         | 강원특별자치도 삼척시 엑스포로 54             |                                  |
| 속초시립박물관         | 강원특별자치도 속초시 신흥2길 16              |                                  |
| 아리랑학교추억의박물관 | 강원특별자치도 정선군 신동읍 매화동길 171     | 보관됨 2014-05-17 - 웨이백 머신  |
| 애니메이션박물관       | 강원특별자치도 춘천시 서면 박사로 854         |                                  |
| 박수근미술관           | 강원특별자치도 양구군 양구읍 박수근로 265-15  | 보관됨 2013-05-23 - 웨이백 머신  |
| 양구백자박물관         | 강원특별자치도 양구군 방산면 평화로 5182      |                                  |
| 양구선사박물관         | 강원특별자치도 양구군 양구읍 금강산로 439-52  | 보관됨 2014-03-24 - 웨이백 머신  |
| 오산리선사유적박물관   | 강원특별자치도 양양군 손양면 학포길 33        |                                  |
| 오죽헌시립박물관       | 강원특별자치도 강릉시 율곡로3139번길 24       | [ 깨진 링크 ( 과거 내용 찾기 ) ] |
| 원주역사박물관         | 강원특별자치도 원주시 봉산동 22-2             |                                  |
| 인제산촌민속박물관     | 강원특별자치도 인제군 인제읍 인제로156번길 50 |                                  |
| 정선향토박물관         | 강원특별자치도 정선군 화암면 화암동굴길 12-2  |                                  |
| 춘천막국수체험박물관   | 강원특별자치도 춘천시 신북읍 신북로 264       |                                  |
| 태백고생대자연사박물관 | 강원특별자치도 태백시 태백로 2249             |                                  |
| 태백석탄박물관         | 강원특별자치도 태백시 천제단길 195            |                                  |
| 화진포해양박물관       | 강원특별자치도 고성군 현내면 화진포길 412     |                                  |
| 화천민속박물관         | 강원특별자치도 화천군 하남면 춘화로 3337      |                                  |

## 사립박물관
| 박물관                           | 주소                                                 | 웹사이트                        |
| -------------------------------- | ---------------------------------------------------- | ------------------------------- |
| 강원종합박물관                   | 강원특별자치도 삼척시 신기면 강원남부로 3016         |                                 |
| 고판화박물관                     | 강원특별자치도 원주시 신림면 물안길 62               |                                 |
| 금강산자연사박물관               | 강원특별자치도 고성군 현내면 동해대로 7961           |                                 |
| 동양자수박물관                   | 강원특별자치도 강릉시 죽헌길 140-12                  |                                 |
| 만해문학박물관                   | 강원특별자치도 인제군 북면 만해로 91 백담사 만해마을 |                                 |
| 모형항공기박물관                 | 강원특별자치도 춘천시 동산면 영서로 141              |                                 |
| 무릉박물관                       | 강원특별자치도 원주시 흥업면 사제로 399-10           | 보관됨 2014-03-02 - 웨이백 머신 |
| 묵산미술관                       | 강원특별자치도 영월군 김삿갓면 김삿갓로 697-6        |                                 |
| 석봉도자기미술관                 | 강원특별자치도 속초시 엑스포로 156                   |                                 |
| 세계민속악기박물관               | 강원특별자치도 영월군 남면 연당로 123 송정회관       |                                 |
| 영월곤충박물관                   | 강원특별자치도 영월군 북면 영월로 1229               |                                 |
| 영월아프리카미술박물관           | 강원특별자치도 영월군 김삿갓면 영월동로 1107-1       |                                 |
| 영월책박물관                     | 강원특별자치도 영월군 한반도면 서강로 1094           |                                 |
| 월정사성보박물관                 | 강원특별자치도 평창군 진부면 오대산로 374-8          |                                 |
| 일현미술관                       | 강원특별자치도 양양군 손양면 선사유적로 359          |                                 |
| 조선민화박물관                   | 강원특별자치도 영월군 김삿갓면 김삿갓로 432-10       |                                 |
| 참소리 축음기 에디슨 과학 박물관 | 강원특별자치도 강릉시 경포로 393                     |                                 |
| 치악민속박물관                   | 강원특별자치도 원주시 고문골길 113                   |                                 |
| 치악산명주사고판화박물관         | 강원특별자치도 원주시 신림면 물안길 62               |                                 |
| 테디베어팜                       | 강원특별자치도 속초시 학사평2길 15                   |                                 |
| 하슬라아트월드                   | 강원특별자치도 강릉시 강동면 율곡로 1441             |                                 |
| 한국스키박물관                   | 강원특별자치도 고성군 간성읍 흘리령길 52             |                                 |
| 한얼문예박물관                   | 강원특별자치도 횡성군 우천면 경강로 2885-2           |                                 |
| 호야지리박물관                   | 강원특별자치도 영월군 수주면 무릉법흥로 303          |                                 |

## 대학교 박물관
| 박물관                 | 주소                                             | 웹사이트 |
| ---------------------- | ------------------------------------------------ | -------- |
| 강릉원주대학교박물관   | 강원특별자치도 강릉시 죽헌길 7 강릉원주대학교 내 |          |
| 강원대학교중앙박물관   | 강원특별자치도 춘천시 강원대학길 1               |          |
| 가톨릭관동대학교박물관 | 강원특별자치도 강릉시 범일로579번길 24           |          |
| 연세대학교원주박물관   | 강원특별자치도 원주시 흥업면 연세대길 1          |          |
| 춘천교육대학교박물관   | 강원특별자치도 춘천시 공지로 126                 |          |
| 한림대학교박물관       | 강원특별자치도 춘천시 봉의산길22번길 29          |          |